# Selección femenina de críquet de los Países Bajos
La selección femenina de críquet de los Países Bajos, apodada las Leonas, representa a los Países Bajos en el cricket femenino internacional. El equipo está organizado por la Real Asociación Neerlandesa de Críquet, que ha sido miembro asociado del International Cricket Council (ICC) desde 1966.
Un equipo femenino neerlandés jugó por primera vez un partido internacional en 1937, cuando Australia estaba de gira para jugar una serie en Inglaterra. El equipo jugó regularmente partidos contra clubes ingleses durante las siguientes décadas, pero no fue hasta principios de la década de 1980 que comenzó la competencia internacional regular. Países Bajos hizo su debut en One Day International (ODI) en 1984, contra Nueva Zelanda, y debutó en la Copa del Mundo en la edición de 1988 del torneo, en Australia. Considerado un equipo de primer nivel desde finales de los 80 hasta principios de los 2000, Países Bajos participó en cuatro Copas Mundiales consecutivas entre 1988 y 2000, y llegó a los cuartos de final del Evento de 1997. Desde 2000, el equipo neerlandés no se ha clasificado para la Copa del Mundo ni para el World Twenty20, aunque mantuvo el estatus de ODI hasta el Clasificatorio para la Copa Mundial Femenina de Críquet de 2013. En 2007 , el equipo jugó un partido de prueba único contra Sudáfrica, uniéndose a Irlanda como el único miembro asociado de la ICC en jugar a ese nivel.
En abril de 2018, la CPI otorgó el estatus completo de Women's Twenty20 International (WT20I) a todos sus miembros. Por lo tanto, todos los partidos de Twenty20 jugados entre las mujeres neerlandas y otro equipo internacional después del 1 de julio de 2018 serán un WT20I completo.

## Historia

### Primeros años
Países Bajos participó en el cricket internacional femenino desde sus primeros años, ya en 1937 recibieron a las australianas en la primera etapa de su primera gira Women's Ashes, antes de visitar Inglaterra a fines del mismo año.

### Década de 1980
El equipo neerlandés jugó su primer ODI en 1984 contra Nueva Zelanda. Esto fue 12 años antes de que el equipo masculino neerlandés jugara su primer ODI. Perdieron ese juego por 67 carreras y fueron vistos en el cricket internacional en 1988, jugando en su primera Copa Mundial, en la que terminaron en último lugar. Terminaron terceros en el primer Campeonato Europeo en 1989.

### Década de 1990
De nuevo terminaron terceros en el Campeonato Europeo en 1990 y terminaron cuartos al año siguiente. El Mundial de 1993 volvió a ser una decepción, con otro último puesto. 1995 los vio nuevamente terminar terceros en el Campeonato Europeo.
1997 fue un año ajetreado para el equipo neerlandés, viajando al Mikkelberg-Kunst-und-Cricket Center en Alemania para jugar dos ODIs contra Dinamarca , un viaje que repitieron en 1998. También visitaron Sri Lanka para una serie de ODI de tres partidos contra el anfitriones , que ganaron 2-1, que sigue siendo su única victoria en la serie ODI. A esto le siguió la Copa del Mundo, en la que evitaron el último puesto al llegar a cuartos de final antes de ser eliminados por Australia.
1999 vio otra gira a Sri Lanka, donde perdieron la serie de cinco partidos ODI 5-0. A esto le siguió un último puesto en el Campeonato de Europa en Dinamarca.

### 2000
2000 vio la cuarta y, hasta la fecha, última participación del equipo neerlandés en la Copa del Mundo, donde nuevamente terminó último. Esto fue seguido en 2001 por una gira a Pakistán donde los anfitriones se fueron 4-0 arriba en la serie de siete partidos de ODI antes de que Países Bajos ganara los últimos tres juegos. Más adelante en el año vio otro tercer puesto en el Campeonato de Europa.
Su único cricket en 2002 fue una serie de ODI de tres partidos contra Nueva Zelanda, que vio tres fuertes derrotas, dos por más de 200 carreras. Al año siguiente fueron anfitriones del Trofeo IWCC 2003 , la edición inaugural de lo que ahora es el Clasificatorio para la Copa Mundial. Necesitaban terminar entre los dos primeros para obtener la clasificación para la Copa del Mundo de 2005, pero solo pudieron lograr el tercer lugar.
Su siguiente compromiso internacional fue el Campeonato de Europa en 2005, terminando en cuarto lugar. 2006 vio una serie de ODI de dos partidos contra Irlanda, que perdieron 2-0. Sin embargo, el año vio algunas buenas noticias para ellos, ya que el ICC anunció que los diez mejores equipos femeninos tendrían estado de Prueba y ODI. Su tercer puesto en el Trofeo IWCC en 2003, significó que los neerlandeses fueron incluidos en este top ten. En febrero de 2008, las mujeres neerlandesas mantuvieron su estado de prueba durante otros cuatro años al alcanzar la semifinal del Clasificatorio para la Copa del Mundo de Críquet Femenino.
En diciembre de 2020, la ICC anunció el camino de clasificación para la Copa Mundial Femenina T20 de la ICC 2023. Países Bajos fue incluida en el grupo regional clasificatorio de Europa de la Copa del Mundo T20 Femenina de la ICC 2021 , junto con otros cinco equipos.

## Jugadores

### Equipo actual
El equipo de Países Bajos para el Clasificatorio Mundial Twenty20 Femenino ICC 2018 fue el siguiente:
- Heather Siegers ()
- Esther Corder
- Caroline de Fouw
- Denise van Deventer
- Sterre Kalis
- Lisa Klokgieters
- Mariska Kornet
- Babette de Leede ()
- Juliët Post
- Robine Rijke
- Silver Siegers
- Cher van Slobbe
- Annemijn Thomson
- Jolien van Vliet

## Participaciones

### Copa Mundial
- 1973: No participó
- 1978: No participó
- 1982: No participó
- 1988: 5°
- 1993: 8°
- 1997: Cuartos de final
- 2000: 8°
- 2005: No clasificó
- 2009: No clasificó
- 2013: No clasificó
- 2017: No clasificó

### Campeonato Europeo
- 1989:
- 1990:
- 1991: 4°
- 1995:
- 1999: 4°
- 2001:
- 2005: 4°
- 2007:
- 2009:
- 2010:
- 2011:
- 2014:

### Women's World Twenty20
- 2009: No participó
- 2010: No participó
- 2012: No participó
- 2014: No clasificó
- 2016: No clasificó

### Clasificatorio de la ICC Women's World Twenty20
- 2013: 4° (No clasificó)
- 2015: 8° (No clasificó)
- 2018: 8° (No clasificó)
- 2019: 6° (No clasificó)

### Otros torneos
En la Serie Cuadrangular Femenina de Países Bajos de 2019, Países Bajos terminó en el último lugar, perdiendo cinco partidos y perdiendo uno.

## Estadísticas
Resumen del partido internacional
Última actualización 7 de septiembre de 2019
| Torneo                          | PJ  | G  | E | P  | SR | Pdo. inaugural      |
| ------------------------------- | --- | -- | - | -- | -- | ------------------- |
| Women's Test                    | 1   | 0  | 0 | 1  | 0  | 28 de julio de 2007 |
| Women's One-Day Internationals  | 101 | 19 | 0 | 81 | 1  | 8 de agosto de 1984 |
| Women's Twenty20 Internationals | 32  | 5  | 2 | 23 | 2  | 6 de agosto de 2009 |

### Women's Test
- Mayor total de equipos: 108 vs. Sudáfrica, el 28 de julio de 2007 en Róterdam.[11]
- Puntuación individual más alta: 49, Violet Wattenberg vs. Sudáfrica, 28 de julio de 2007 en Róterdam.[12]
- Mejor entrada de bolos: 4/62, Jolet Hartenhof vs. Sudáfrica, 28 de julio de 2007 en Róterdam.[13]

#### Registro de Women's Test
Última actualización el 31 de julio de 2007.
| Oponente                         | PJ                               | G                                | E                                | P                                | SR                               | Primer partido                   | Primera victoria                 |
| Miembros de pleno derecho de ICC | Miembros de pleno derecho de ICC | Miembros de pleno derecho de ICC | Miembros de pleno derecho de ICC | Miembros de pleno derecho de ICC | Miembros de pleno derecho de ICC | Miembros de pleno derecho de ICC | Miembros de pleno derecho de ICC |
| -------------------------------- | -------------------------------- | -------------------------------- | -------------------------------- | -------------------------------- | -------------------------------- | -------------------------------- | -------------------------------- |
| Sudáfrica                        | 1                                | 0                                | 1                                | 0                                | 0                                | 28 de julio de 2007              |                                  |

### Women's One-Day International
- Mayor total del equipo: 375/5 vs. Japón el 23 de julio de 2003 en Schiedam.[14]
- Mayor puntuación individual: 142, Pauline te Beest vs. Japón el 23 de julio de 2003 en Schiedam.[15]
- Mejor entrada de bolos: 5/20, Cheraldine Oudolf vs. Sri Lanka el 30 de noviembre de 1997 en Asgiriya Stadium , Kandy .[16]

| Jugador           | Carreras | Prom. | Período   |
| ----------------- | -------- | ----- | --------- |
| Pauline te Beest  | 1361     | 22.31 | 1990-2008 |
| Caroline Salomons | 894      | 20.31 | 1995-2011 |
| Helmien Rambaldo  | 723      | 15,71 | 1998-2011 |
| Nicola Payne      | 631      | 18.02 | 1988-1998 |
| Maartje Köster    | 539      | 15.40 | 1995-2007 |

| Jugador               | Wickets | Prom. | Período   |
| --------------------- | ------- | ----- | --------- |
| Caroline Salomons     | 37      | 18,67 | 1995-2011 |
| Sandra Kottman        | 31      | 25.54 | 1991-2003 |
| Caroline de Fouw      | 26      | 25.30 | 1991-2008 |
| Cheraldine Oudolf     | 25      | 30.28 | 1995-2009 |
| Ariette van Noortwijk | 24      | 19,33 | 1989-1997 |

#### Registro contra otros países
Última actualización 24 de noviembre de 2011.
| Oponente                         | PJ                               | G                                | E                                | P                                | SR                               | Primer partido                   | Primera victoria                 |
| Miembros de pleno derecho de ICC | Miembros de pleno derecho de ICC | Miembros de pleno derecho de ICC | Miembros de pleno derecho de ICC | Miembros de pleno derecho de ICC | Miembros de pleno derecho de ICC | Miembros de pleno derecho de ICC | Miembros de pleno derecho de ICC |
| -------------------------------- | -------------------------------- | -------------------------------- | -------------------------------- | -------------------------------- | -------------------------------- | -------------------------------- | -------------------------------- |
| Australia                        | 5                                | 0                                | 5                                | 0                                | 0                                | 29 de noviembre de 1988          |                                  |
| India                            | 3                                | 0                                | 3                                | 0                                | 0                                | 24 de julio de 1993              |                                  |
| Indias occidentales              | 7                                | 1                                | 6                                | 0                                | 0                                | 21 de julio de 1993              | 21 de julio de 1993              |
| Inglaterra                       | 10                               | 0                                | 10                               | 0                                | 0                                | 6 de diciembre de 1988           |                                  |
| Irlanda                          | 22                               | 2                                | 20                               | 0                                | 0                                | 30 de noviembre de 1988          | 20 de julio de 1989              |
| Nueva Zelanda                    | 9                                | 0                                | 9                                | 0                                | 0                                | 8 de agosto de 1984              |                                  |
| Pakistán                         | 12                               | 4                                | 7                                | 0                                | 1                                | 9 de abril de 2001               | 16 de abril de 2001              |
| Sudáfrica                        | 7                                | 0                                | 7                                | 0                                | 0                                | 4 de diciembre de 2000           |                                  |
| Sri Lanka                        | 13                               | 3                                | 10                               | 0                                | 0                                | 25 de noviembre de 1997          | 25 de noviembre de 1997          |
| Miembros asociados de ICC        |                                  |                                  |                                  |                                  |                                  |                                  |                                  |
| Dinamarca                        | 10                               | 6                                | 4                                | 0                                | 0                                | 21 de julio de 1989              | 20 de julio de 1990              |
| Escocia                          | 2                                | 2                                | 0                                | 0                                | 0                                | 21 de julio de 2003              | 21 de julio de 2003              |
| Japón                            | 1                                | 1                                | 0                                | 0                                | 0                                | 23 de julio de 2003              | 23 de julio de 2003              |

### Women's Twenty20 Internationals
- Mayor total por equipos: 196/3, vs. Alemania el 27 de junio de 2019 en La Manga Club Ground , Cartagena .[19]
- Entradas individuales más altas: 126*, Sterre Kalis vs. Alemania el 27 de junio de 2019 en La Manga Club Ground , Cartagena .[20]
- Mejor entrada de bolos: 3/8, Mikkie Zwilling vs. Tailandia el 14 de agosto de 2019 en Sportpark Het Schootsveld , Deventer .[21]

| Jugador             | Carreras | Prom. | Período   |
| ------------------- | -------- | ----- | --------- |
| Sterre Kalis        | 556      | 37.06 | 2018-2019 |
| Denise van Deventer | 307      | 19.18 | 2008-2019 |
| Miranda Veringmeier | 231      | 16,50 | 2008-2019 |
| Heather Siegers     | 210      | 16.15 | 2018-2019 |
| Babette de Leede    | 190      | 17.27 | 2018-2019 |

| Jugador            | Wickets | Prom. | Período   |
| ------------------ | ------- | ----- | --------- |
| Heather Siegers    | 18      | 16.55 | 2018-2019 |
| Iris Zwilling      | 13      | 23.15 | 2019-2019 |
| Caroline de Lange  | 9       | 29.11 | 2019-2019 |
| Silver Siegers     | 9       | 36,88 | 2018-2019 |
| Annemijn van Beuge | 8       | 15,62 | 2019-2019 |

#### Registro contra otros países
Última actualización el 7 de septiembre de 2019.
| Oponente                         | PJ                               | G                                | E                                | P                                | SR                               | Primer partido                   | Primera victoria                 |
| Miembros de pleno derecho de ICC | Miembros de pleno derecho de ICC | Miembros de pleno derecho de ICC | Miembros de pleno derecho de ICC | Miembros de pleno derecho de ICC | Miembros de pleno derecho de ICC | Miembros de pleno derecho de ICC | Miembros de pleno derecho de ICC |
| -------------------------------- | -------------------------------- | -------------------------------- | -------------------------------- | -------------------------------- | -------------------------------- | -------------------------------- | -------------------------------- |
| Bangladés                        | 2                                | 0                                | 2                                | 0                                | 0                                | 8 de julio de 2018               |                                  |
| Indias occidentales              | 3                                | 0                                | 3                                | 0                                | 0                                | 21 de julio de 2008              |                                  |
| Irlanda                          | 8                                | 0                                | 7                                | 0                                | 1                                | 6 de agosto de 2009              |                                  |
| Pakistán                         | 1                                | 0                                | 1                                | 0                                | 0                                | 24 de abril de 2011              |                                  |
| Sri Lanka                        | 1                                | 0                                | 0                                | 0                                | 1                                | 24 de abril de 2011              |                                  |
| Sudáfrica                        | 1                                | 0                                | 1                                | 0                                | 0                                | 14 de octubre de 2010            |                                  |
| Miembros asociados de ICC        |                                  |                                  |                                  |                                  |                                  |                                  |                                  |
| Alemania                         | 2                                | 2                                | 0                                | 0                                | 0                                | 27 de junio de 2019              | 27 de junio de 2019              |
| Emiratos Árabes Unidos           | 2                                | 0                                | 1                                | 1                                | 0                                | 7 de julio de 2018               |                                  |
| Escocia                          | 5                                | 1                                | 3                                | 1                                | 0                                | 26 de junio de 2019              | 26 de junio de 2019              |
| Estados Unidos                   | 1                                | 1                                | 0                                | 0                                | 0                                | 5 de septiembre de 2019          | 5 de septiembre de 2019          |
| Namibia                          | 1                                | 1                                | 0                                | 0                                | 0                                | 3 de septiembre de 2019          | 3 de septiembre de 2019          |
| Papúa Nueva Guinea               | 1                                | 0                                | 1                                | 0                                | 0                                | 10 de julio de 2018              |                                  |
| Tailandia                        | 3                                | 0                                | 3                                | 0                                | 0                                | 10 de agosto de 2019             |                                  |
| Uganda                           | 1                                | 0                                | 1                                | 0                                | 0                                | 12 de julio de 2018              |                                  |